# Hans im Glück (chanson)
Pour les articles homonymes, voir Hans im Glück (homonymie).
Singles de Mireille Mathieu
Korsika
(1972) Regen ist schön
(1973)
Hans im Glück est une chanson allemande de la chanteuse française Mireille Mathieu sorti en 1972 en Allemagne. Cette chanson est la chanson de la loterie à la télévision en Allemagne en cette année 1972 (Das Lied der Deutschen Fernsehlotterie 72).